# Girl’s Rule
„Girl’s Rule” (jap. ガールズルール Gāruzu Rūru) – szósty singel japońskiego zespołu Nogizaka46, wydany w Japonii 3 lipca 2013 roku przez N46Div..
Singel został wydany w czterech edycjach: regularnej (CD) i trzech CD+DVD (Type-A, Type-B, Type-C). Osiągnął 1 pozycję w rankingu Oricon i pozostał na liście przez 49 tygodni, sprzedał się w nakładzie 459 658 egzemplarzy i zdobył status podwójnej platynowej płyty.

## Lista utworów
Wszystkie utwory zostały napisane przez Yasushiego Akimoto.

### Type-A
| CD | CD                                                                                | CD               | CD                 | CD      |
| Nr | Tytuł utworu                                                                      | Kompozycja       | Aranżacja          | Długość |
| -- | --------------------------------------------------------------------------------- | ---------------- | ------------------ | ------- |
| 1. | „Girl’s Rule” (jap. ガールズルール)                                               | Kōji Gotō        | Kōji Gotō          | 4:50    |
| 2. | „Sekai de ichiban kodoku na Lover” (jap. 世界で一番 孤独なLover)                  | Mineaki Kawahara | Hajime Hyakkoku    | 3:44    |
| 3. | „Kōmori yo” (jap. コウモリよ)                                                     | Kengo Minamida   | Yasuharu Takanashi | 4:16    |
| 4. | „Girl’s Rule” (jap. ガールズルール) (off vocal ver.)                              | Kōji Gotō        | Kōji Gotō          | 4:50    |
| 5. | „Sekai de ichiban kodoku na Lover” (jap. 世界で一番 孤独なLover) (off vocal ver.) | Mineaki Kawahara | Hajime Hyakkoku    | 3:44    |
| 6. | „Kōmori yo” (jap. コウモリよ) (off vocal ver.)                                    | Kengo Minamida   | Yasuharu Takanashi | 4:16    |

| DVD | DVD                                                                                             | DVD     |
| Nr  | Tytuł utworu                                                                                    | Długość |
| --- | ----------------------------------------------------------------------------------------------- | ------- |
| 1.  | „Girl’s Rule -MUSIC VIDEO-” (jap. ガールズルール -MUSIC VIDEO-)                                 | 6:58    |
| 2.  | „Sekai de ichiban kodoku na Lover -MUSIC VIDEO-” (jap. 世界で一番 孤独なLover -MUSIC VIDEO-)    | 3:55    |
| 3.  | „16-ri no Principals @PARCO gekijō -Digest-” (jap. 16人のプリンシパル@PARCO劇場 -ダイジェスト-) | 50:13   |

### Type-B
| CD | CD                                                                                | CD               | CD              | CD      |
| Nr | Tytuł utworu                                                                      | Kompozycja       | Aranżacja       | Długość |
| -- | --------------------------------------------------------------------------------- | ---------------- | --------------- | ------- |
| 1. | „Girl’s Rule” (jap. ガールズルール)                                               | Kōji Gotō        | Kōji Gotō       | 4:50    |
| 2. | „Sekai de ichiban kodoku na Lover” (jap. 世界で一番 孤独なLover)                  | Mineaki Kawahara | Hajime Hyakkoku | 3:44    |
| 3. | „Senpūki” (jap. 扇風機)                                                           | Toshikazu Kadono | Yōichirō Nomura | 3:57    |
| 4. | „Girl’s Rule” (jap. ガールズルール) (off vocal ver.)                              | Kōji Gotō        | Kōji Gotō       | 4:50    |
| 5. | „Sekai de ichiban kodoku na Lover” (jap. 世界で一番 孤独なLover) (off vocal ver.) | Mineaki Kawahara | Hajime Hyakkoku | 3:44    |
| 6. | „Senpūki” (jap. 扇風機) (off vocal ver.)                                          | Toshikazu Kadono | Yōichirō Nomura | 3:57    |

| DVD | DVD                                                                             | DVD     |
| Nr  | Tytuł utworu                                                                    | Długość |
| --- | ------------------------------------------------------------------------------- | ------- |
| 1.  | „Girl’s Rule -MUSIC VIDEO-” (jap. ガールズルール -MUSIC VIDEO-)                 | 6:58    |
| 2.  | „Senpūki -MUSIC VIDEO-” (jap. 扇風機 -MUSIC VIDEO-)                             | 4:20    |
| 3.  | „Shoka no zenryoku! Nogizaka46 dai undōkai” (jap. 初夏の全力! 乃木坂46大運動会) | 70:07   |

### Type-C
| CD | CD                                                                                | CD                           | CD              | CD      |
| Nr | Tytuł utworu                                                                      | Kompozycja                   | Aranżacja       | Długość |
| -- | --------------------------------------------------------------------------------- | ---------------------------- | --------------- | ------- |
| 1. | „Girl’s Rule” (jap. ガールズルール)                                               | Kōji Gotō                    | Kōji Gotō       | 4:50    |
| 2. | „Sekai de ichiban kodoku na Lover” (jap. 世界で一番 孤独なLover)                  | Mineaki Kawahara             | Hajime Hyakkoku | 3:44    |
| 3. | „Hoka no hoshi kara” (jap. 他の星から)                                            | Sugaya Bros., Matsumura PONY | Sugaya Bros.    | 4:09    |
| 4. | „Girl’s Rule” (jap. ガールズルール) (off vocal ver.)                              | Kōji Gotō                    | Kōji Gotō       | 4:50    |
| 5. | „Sekai de ichiban kodoku na Lover” (jap. 世界で一番 孤独なLover) (off vocal ver.) | Mineaki Kawahara             | Hajime Hyakkoku | 3:44    |
| 6. | „Hoka no hoshi kara” (jap. 他の星から) (off vocal ver.)                           | Sugaya Bros., Matsumura PONY | Sugaya Bros.    | 4:09    |

| DVD | DVD                                                                | DVD     |
| Nr  | Tytuł utworu                                                       | Długość |
| --- | ------------------------------------------------------------------ | ------- |
| 1.  | „Girl’s Rule -MUSIC VIDEO-” (jap. ガールズルール -MUSIC VIDEO-)    | 6:58    |
| 2.  | „Hoka no hoshi kara -MUSIC VIDEO-” (jap. 他の星から -MUSIC VIDEO-) | 4:28    |
| 3.  | „Making of 6th Single”                                             | 38:58   |

### Edycja regularna
| CD | CD                                                                                | CD                 | CD              | CD      |
| Nr | Tytuł utworu                                                                      | Kompozycja         | Aranżacja       | Długość |
| -- | --------------------------------------------------------------------------------- | ------------------ | --------------- | ------- |
| 1. | „Girl’s Rule” (jap. ガールズルール)                                               | Kōji Gotō          | Kōji Gotō       | 4:50    |
| 2. | „Sekai de ichiban kodoku na Lover” (jap. 世界で一番 孤独なLover)                  | Mineaki Kawahara   | Hajime Hyakkoku | 3:44    |
| 3. | „Ningen to iu gakki” (jap. 人間という楽器)                                        | Yukitaka Kanetsuki | TATOO           | 5:06    |
| 4. | „Girl’s Rule” (jap. ガールズルール) (off vocal ver.)                              | Kōji Gotō          | Kōji Gotō       | 4:50    |
| 5. | „Sekai de ichiban kodoku na Lover” (jap. 世界で一番 孤独なLover) (off vocal ver.) | Mineaki Kawahara   | Hajime Hyakkoku | 3:44    |
| 6. | „Ningen to iu gakki” (jap. 人間という楽器) (off vocal ver.)                       | Yukitaka Kanetsuki | TATOO           | 5:06    |

## Skład zespołu
| „Girl’s Rule” |
| --- |
| - 1. gen.: Manatsu Akimoto, Erika Ikuta, Rina Ikoma, Rena Ichiki, Marika Itō, Sayuri Inoue, Yūri Saitō, Reika Sakurai, Mai Shiraishi (środek), Kazumi Takayama, Kana Nakada, Nanase Nishino, Nanami Hashimoto, Mai Fukagawa, Minami Hoshino, Sayuri Matsumura, Yumi Wakatsuki |

| „Sekai de ichiban kodoku na Lover” |
| --- |
| Akimoto Manatsu, Ikuta Erika, Ikoma Rina, Ito Marika, Inoue Sayuri, Saito Yuuri, Sakurai Reika, Shiraishi Mai, Takayama Kazumi, Nakada Kana, Nishino Nanase, Hashimoto Nanami, Fukagawa Mai, Hoshino Minami, Matsumura Sayuri, Wakatsuki Yumi |

| „Kōmori yo”                                                         |
| ------------------------------------------------------------------- |
| - 1. gen.: Mai Shiraishi, Himeka Nakamoto, Ami Nōjo, Yumi Wakatsuki |

| „Senpūki” |
| --- |
| - 1. gen.: Rena Ichiki, Nene Itō, Marika Itō, Yukina Kashiwa, Hina Kawago, Mahiro Kawamura, Asuka Saitō (środek), Chiharu Saitō, Seira Nagashima, Himeka Nakamoto, Ami Nōjo, Seira Hatanaka, Hina Higuchi, Seira Miyazawa, Rina Yamato, Maaya Wada |

| „Hoka no hoshi kara”                                                                                        |
| --- |
| - 1. gen.: Marika Itō, Sayuri Inoue, Yūri Saitō, Reika Sakurai, Kana Nakada, Nanase Nishino, Yumi Wakatsuki |

| „Ningen to iu gakki” |
| --- |
| Piosenka została wykonana przez wszystkie członkinie Nogizaka46 w momencie premiery. - 1. gen.: Manatsu Akimoto, Erika Ikuta, Rina Ikoma, Rena Ichiki, Nene Itō, Marika Itō, Sayuri Inoue, Misa Etō, Yukina Kashiwa, Hina Kawago, Mahiro Kawamura, Asuka Saitō, Chiharu Saitō, Yūri Saitō, Reika Sakurai, Mai Shiraishi, Kazumi Takayama, Seira Nagashima, Kana Nakada, Himeka Nakamoto, Nanase Nishino, Ami Nōjo, Seira Hatanaka, Nanami Hashimoto, Mai Fukagawa, Hina Higuchi, Minami Hoshino, Seira Miyazawa, Sayuri Matsumura, Rina Yamato, Yumi Wakatsuki, Maaya Wada |

## Notowania
| Lista                              | Pozycja |
| ---------------------------------- | ------- |
| Oricon Weekly Singles Chart        | 1       |
| Oricon Yearly Singles Chart (2013) | 13      |
| Billboard Japan Hot 100            | 1       |
| Billboard Japan Hot Singles Sales  | 1       |